# Институт прикладной математики имени М. В. Келдыша РАН
Институт прикладной математики имени М. В. Келдыша РАН (ИПМ РАН) был создан в 1953 году для решения расчётных задач, связанных с государственными программами атомной и термоядерной энергетики, исследования космического пространства и ракетной техники. Институт входит в состав Отделения математических наук Российской академии наук. Основное направление деятельности института состоит в использовании вычислительной техники для решения сложных научно-технических проблем, имеющих важное практическое значение.
Организатором и директором института до 1978 года был М. В. Келдыш.
С 2016 года в сферу научной деятельности института вошла разработка математических и вычислительных методов для биологических исследований, а также непосредственное решение задач вычислительной биологии с использованием таких методов.

## Научная деятельность

### Ядерная физика
Одним из отделов института руководил академик Я. Б. Зельдович, крупный физик-теоретик, отвечавший за теоретические аспекты работ по созданию атомного и термоядерного оружия. Молодой А. А. Самарский выполнил первые реалистические расчёты макрокинетики цепной реакции ядерного взрыва, приведшие к практически важным оценкам мощности ядерных боеприпасов. Моделированием процессов переноса нейтронов и атомных реакций занимались и в связи с ядерной энергетикой. В частности, Е. С. Кузнецов известен своими работами по теории ядерных реакторов.
В настоящее время в ИПМ продолжаются работы в области физики плазмы и управляемого термоядерного синтеза, которые начинались под руководством С. П. Курдюмова, А. А. Самарского, Ю. П. Попова.

### Космонавтика
Динамика космических полётов, которой занимались в отделе Д. Е. Охоцимского была в некотором смысле любимым детищем М. В. Келдыша, и он проявлял к ней особое внимание. В 1966 году на базе отдела был организован Баллистический Центр (руководитель Э. Л. Аким), который занимался расчётами оптимальных орбит, фактических траекторий и коррекций для всех космических полётов: от автоматических межпланетных и лунных аппаратов до пилотируемых «Союзов» и орбитальных станций «Салют» и «Мир». В отделе исследовались также задачи стыковки, управляемой посадки и стабилизации космических аппаратов.
Институт принимал активное участие в создании корабля многоразового использования «Буран». Стратегическое моделирование, проведённое в ИПМ, убедило руководство страны в необходимости противопоставить американскому «Шаттлу» советский аналог. В отделе А. В. Забродина рассчитывались обтекание и прогрев аппарата при входе в атмосферу. В отделе М. Р. Шура-Бура была разработана системная часть программного обеспечения «Бурана».
В настоящее время в Баллистическом Центре продолжают заниматься обеспечением текущих космических проектов. В Институте функционирует сегмент мониторинга опасных ситуаций в области геостационарных, высокоэллиптических и средневысоких орбит Автоматизированной системы предупреждения об опасных ситуациях в околоземном космическом пространстве (АСПОС ОКП), проводится расчет опасных сближений защищаемых космических аппаратов с различными объектами техногенного происхождения, в том числе объектами космического мусора. Оптическими средствами мониторинга проводятся регулярные работы по наблюдению околоземного космического пространства, в том числе потенциально опасных астероидов, сближающихся с Землёй. Разрабатываются системы управления и навигации космических аппаратов в реальном времени с использованием глобальных спутниковых навигационных систем GPS и ГЛОНАСС. Космонавтикой занимаются и в других отделах. В частности в группе М. Я. Марова исследуют атмосферы планет. Изучаются перспективы дальних межпланетных полётов с использованием электроракетных двигателей. ИПМ участвует в проектах «Фобос-грунт» и «Радиоастрон Архивная копия от 8 апреля 2008 на Wayback Machine»,"Экзо-Марс ", «Спектр-РГ ».

### Математикаиматематическое моделирование
Отдел теплопереноса возглавлял (до своего отъезда в США в 1989 году) И. М. Гельфанд, один из крупнейших математиков XX столетия, избранный членом не только РАН, но и многих иностранных академий. Ему принадлежат фундаментальные работы по функциональному анализу, алгебре и топологии. В этих же областях математики первоначально работал и А. Н. Тихонов, однако он наиболее известен работами более прикладной направленности, такими как методы решения некорректно поставленных задач (метод регуляризации Тихонова). А. Н. Тихонов также создал теорию дифференциальных уравнений с малым параметром при старшей производной. А. А. Самарский разработал общую теорию устойчивости разностных схем. А. А. Самарский рассматривал математическое моделирование как самостоятельную научную дисциплину. С. П. Курдюмов создал научную школу в области синергетики и привлёк внимание к её философским и общенаучным аспектам.
В настоящее время существующий арсенал численных методов обновляется и совершенствуется в связи с растущей сложностью моделей и возможностями современных суперкомпьютеров. Разрабатываются сеточные методы решения вычислительных задач, приведшие, в частности, к созданию декларативного языка «Норма Архивная копия от 25 апреля 2008 на Wayback Machine».

### Компьютерыипрограммирование
Институт всегда снабжался наиболее современной вычислительной техникой, которую могла поставить отечественная промышленность. Первые работы выполнялись ещё на механических калькуляторах «Мерседес» большим штатом расчётчиков. В 1953 году появилась первая отечественная ЭВМ «Стрела», на которой, в частности, рассчитывались орбиты первых спутников. Позже появились М-20, М-220 и ЭВМ серии БЭСМ. Была разработана операционная система ОС ИПМ, одна из первых полноценных операционных систем, включавшая вполне современный механизм параллельной обработки заданий и распределения ресурсов. Создавались библиотеки математических функций; в 1972 году началась разработка графической библиотеки ГРАФОР.
Основной целью компьютерных инженеров ИПМ (отдел А. Н. Мямлина) и программистов-системщиков (отдел М. Р. Шура-Бура) было эффективное использование ресурсов, ограниченных по быстродействию и памяти. Практиковалось в частности объединение ЭВМ в подобие многопроцессорной системы с целью распараллеливания обработки заданий. Весьма значительным было влияние ИПМ и лично М. Р. Шура-Бура на выбор архитектуры отечественных универсальных компьютеров.
В институте занимались также автоматизацией математических преобразований. В. Ф. Турчиным был разработан язык компьютерной алгебры РЕФАЛ. Разрабатываются теория и основанные на ней прикладные системы суперкомпиляции функциональных программ.
В настоящее время ведутся работы по созданию распределённых вычислительных систем на основе объединения нескольких суперкомпьютеров, для чего используются грид — технологии и разрабатываются специализированные операционные системы.
В институте разрабатывается DVM-система, предназначенная для разработки параллельных программ научно-технических расчетов на языках C-DVMH и Fortran-DVMH в модели DVMH. DVMH-модель позволяет создавать эффективные параллельные программы для гетерогенных вычислительных кластеров, в состав которых наряду с универсальными многоядерными процессорами входят графические ускорители и сопроцессоры Xeon Phi.

### Робототехника
По мере роста и укрепления отраслевой науки значительная часть тематики, под которую создавался институт, передавалась в специализированные расчётные группы промышленных организаций. Изменилась и обстановка в стране. В атмосфере разрядки и экономических реформ учёные получили больше свободы в выборе задач в соответствии со своими научными интересами. Я. Б. Зельдович стал заниматься астрофизикой. В отделе Д. Е. Охоцимского около половины сотрудников переключились на робототехнику: разработку шестиногих шагающих аппаратов и «умных» манипуляторов. Т. М. Энеев стал заниматься компьютерным моделированием процессов образования галактик и планетных систем. Он также применил аналогичные методы моделирования к описанию процесса структуризации биологических макромолекул.. И. М. Гельфанд и его сотрудники развивали математические методы медицинской биофизики.
В настоящее время работы по робототехнике ведутся в секторе А. К. Платонова в группах В. Е. Павловского (виртуальный футбол Архивная копия от 2 октября 2007 на Wayback Machine), С. М. Соколова (системы технического зрения), В. Е. Прянишникова (автономные гусеничные машины). Продолжаются также работы по созданию шестиногих шагающих аппаратов.

### Математическая биология
С 2016 г. в сферу интересов ИПМ вошли задачи математической физики биологических объектов и вычислительной биологии, решаемые на базе ИМПБ РАН — филиала ИПМ им. М. В. Келдыша РАН.

### Специализированные научные проекты
- Проект «Радиоастрон»
- Проект «Норма»
- Проект «DVM»
- Проект «GNS»
- Проект «грид» (многопроцессорные вычисления)
- Проект «Виртуальный футбол»
- International Scientific Optical Network (ПулКОН)

### Преподавательская и общественная деятельность
Большинство ведущих сотрудников ИПМ работали по совместительству профессорами МГУ или Московского физико-технического института. А. Н. Тихонов был организатором и первым деканом Факультета вычислительной математики и кибернетики МГУ. Он активно способствовал процессу созданию факультетов аналогичного профиля, которые появились к концу 1970-х годов практически во всех университетах и технических вузах страны и подготовили уже нескольно поколений программистов. А. Н. Тихонову и А. А. Самарскому принадлежит часто упоминаемый учебник по уравнениям математической физики. Д. Е. Охоцимский и Ю. Г. Сихарулидзе написали первый учебник по динамике космического полёта.
И. М. Гельфанд занимался математическим образованием школьников. Он составил программу лекций и семинаров для учащихся московской математической школы № 2. В его системе особое внимание уделялось обучению навыкам строгих доказательств. И. М. Гельфанд также организовал Всесоюзную заочную математическую школу (ВЗМШ) для обучения математике по переписке, которую за 30 лет окончили более 70 тысяч человек.
В 1970-е годы Т. М. Энеев внёс значительный вклад в борьбу против проекта поворота течения северных рек на юг — плана, грозившего, по мнению многих учёных, весьма серьёзными экологическими последствиями.

## История

### Вехи
История ИПМ РАН началась во второй половине 1940-х годов, когда в Математическом институте им. В. А. Стеклова АН СССР возникла группа математиков-вычислителей под руководством М. В. Келдыша. В 1953 году было организовано Отделение прикладной математики (секретное), формально являвшееся подразделением Математического института. В 1966 году институт получил современное название Институт прикладной математики, а в 1978 году после смерти М. В. Келдыша ИПМ РАН стал носить его имя.
Организатор института М. В. Келдыш оказал большое влияние на научный стиль института и характер решаемых задач. М. В. Келдыш, президент Академии наук и активный участник космической и ядерной программ, вовлекал свой институт в работы по важнейшим практическим проблемам, в которых научная новизна сочеталась с необходимостью сложных расчётов. Так как подобные задачи часто оказывались на стыке научных дисциплин, коллектив института включал математиков, физиков, механиков, а также специалистов по вычислительной технике. Институт был награждён Орденом Ленина.
По итогам реорганизации 2015—2016 гг., Институт математических проблем биологии РАН стал филиалом ИПМ РАН.

### Санкции
23 февраля 2024 года ИПМ РАН включён в блокирующий санкционный список США как институт «ведущий деятельность в области нанотехнологий, полупроводников, аэродинамики и аэроакустики». Ранее, 27 февраля 2023 года, ИПМ РАН включён в санкционный список стран Евросоюза.

### Директора
- 1953—1978 Келдыш, Мстислав Всеволодович, президент АН СССР
- 1978—1989 Тихонов, Андрей Николаевич, академик РАН
- 1989—1999 Курдюмов, Сергей Павлович, член-корреспондент РАН
- 1999—2008 Попов, Юрий Петрович, член-корреспондент РАН
- 2008—2015 Четверушкин, Борис Николаевич, академик РАН
- 2016— настоящее время Аптекарев, Александр Иванович, член-корреспондент РАН

### Выделившиеся организации
- 1955 — Вычислительный центр им. А. А. Дородницына РАН
- 1965 — Институт космических исследований РАН, создан на базе одного из отделов ИПМ для разработки научных программ космических полётов
- 1990 — Институт математического моделирования РАН, на базе отдела А. А. Самарского

### Известные работы по годам
1949 — Д. Е. Охоцимский выполнил реалистический расчёт ударной волны ядерного взрыва в атмосфере. 

1949[уточнить] — И. М. Гельфанд и О. В. Локуциевский опубликовали[где?] знаменитый метод «прогонки» для решения неявных разностных схем, который фактически использовался в ИПМ с конца 1940-х годов

1957 — Цикл статей Д. Е. Охоцимского и Т. М. Энеева в связи с запуском первого спутника..

1966 — Э. Л. Аким рассчитал параметр нецентральности («грушевидности») фигуры Луны.

1969 — Эффект Сюняева — Зельдовича, рассеяние реликтового излучения на электронах

1989 — Первый атлас Венеры

### Мемуары
- В. В. Белецкий. Шесть дюжин. — Москва, Ижевск, 2004 — 687 с.

## Достопримечательности

### Известные сотрудники
- Аким, Эфраим Лазаревич, член-корреспондент РАН, руководитель Баллистического центра
- Бабенко, Константин Иванович, член-корреспондент РАН, математик, механик
- Белецкий, Владимир Васильевич, член-корреспондент РАН, динамика космического полёта
- Гельфанд, Израиль Моисеевич, академик АН СССР
- Годунов, Сергей Константинович, академик АН СССР (схема Годунова)
- Егоров, Всеволод Александрович, доктор физико-математических наук, динамика космического полёта
- Забродин, Алексей Валериевич. член-корреспондент РАН, гидро- и газодинамика
- Зельдович, Яков Борисович, академик АН СССР, ядерная физика и астрофизика
- Кузнецов, Евграф Сергеевич, доктор физико-математических наук, специалист по теории атомных реакторов
- Лидов, Михаил Львович, доктор физико-математических наук, динамика космического полёта
- Ляпунов, Алексей Андреевич, член-корреспондент АН СССР, один из основоположников кибернетики в СССР
- Малинецкий, Георгий Геннадиевич, доктор физико-математических наук, нелинейная динамика, клиометрия
- Маров, Михаил Яковлевич, академик РАН, космонавтика
- Мямлин, Анатолий Николаевич, доктор технических наук, конструктор ЭВМ
- Охоцимский, Дмитрий Евгеньевич, академик РАН, космонавтика и робототехника
- Платонов, Александр Константинович, доктор физико-математических наук, космонавтика и робототехника
- Рождественский, Борис Леонидович, доктор физико-математических наук, математик и механик
- Самарский, Александр Андреевич, академик РАН, математик
- Сарычев, Василий Андреевич, доктор физико-математических наук, динамика космического полёта
- Семендяев, Константин Адольфович, доктор физико-математических наук, газодинамика
- Сигов, Юрий Сергеевич, доктор физико-математических наук, физика плазмы
- Ченцов, Николай Николаевич, доктор физико-математических наук, математик, статистик
- Шура-Бура, Михаил Романович, доктор физико-математических наук, специалист по системному программированию
- Энеев, Тимур Магометович, академик РАН, космонавтика и космогония
- Яблонский, Сергей Всеволодович, член-корреспондент РАН, один из основоположников кибернетики в СССР
- Яненко, Николай Николаевич, академик АН СССР, математик и механик

### Избранные монографии на русском
- Белецкий В. В. Движение искусственного спутника относительно центра масс. М., Наука, 1965. — 416 с.
- Белецкий В. В., Левин Е. М. Динамика космических тросовых систем. М., Наука, 1990
- Веденяпин В. В. Кинетические уравнения Больцмана и Власова. М., Физматлит, 2001, 112 с.
- Гельфанд И. М. Теория представлений и автоморфные функции. М., Наука, 1966, 512 c.
- Зельдович Я. Б., Новиков И. Д. Строение и эволюция Вселенной. М., 1975.
- Келдыш М. В. Избранные труды. Ракетная техника и космонавтика. М., Наука, 1988.
- Келдыш М. В., Маров М. Я. Космические исследования. М., Наука, 1981.
- Князева Е. Н., Курдюмов С. П. Законы эволюции и самоорганизации сложных систем. М.: Наука, 1994.
- Красовицкий В. Б. Нелинейные регулярные колебания в неравновесных плазменных и газовых средах: Кн.1 Неустойчивость релятивистского электронного пучка в плазме, 268 с., Кн.2 Самофокусировка релятивистских электронных сгустков в плазме, 255 с., Харьков, Фолио, 2000.
- Маров М. Я. Планеты Солнечной системы. М., Наука, 1981.
- Маров М. Я., Колесниченко А. В. Введение в планетную аэрономию. М., Наука, 1987.
- Охоцимский Д. Е., Голубев Ю. Ф. Механика и управление движением автоматического шагающего аппарата. М, Наука, 1984, 310 с.
- Охоцимский Д. Е., Голубев Ю. Ф., Сихарулидзе Ю. Г. Алгоритм управления космическим аппаратом при входе в атмосферу. М, Наука, 1975, 445 с.
- Платонов А. К., под редакцией, Программное обеспечение промышленных роботов. Сборник. Составители: А. Н. Домарацкий, Р. К. Казакова. М., Наука, 1986.
- Самарский А. А., Михайлов А. П. Математическое моделирование: Идеи. Методы. Примеры. — М.: Физматлит, 2005, 320 с.
- Самарский А. А. Теория разностных схем. М., Наука, 1971, 552 с.
- Сигов Ю. С. Вычислительный эксперимент: мост между прошлым и будущим физики плазмы. — М.: Физмалит, 2001, 288 с.
- Тихонов А. Н. Методы решения некорректных задач. — М.: Наука, 1986

### Избранные монографии на английском
- Samarskii A.A., Galaktionov V.A., Kurdyumov S.P., and Mikhailov A.P. Blow-up in Quasilinear Parabolic Equations. Berlin: Walter de Gruyter, 1995.
- Zel’dovich, Ya. B. and Raizer, Yu. P. Physics of Shock Waves and High-Temperature Hydrodynamic Phenomena. Mineola, NY: Dover Publications, 2002. ISBN 0-486-42002-7
- Zel’dovich, Ya. B. and Novikov, I. D. Relativistic Astrophysics, Vol. 1: Stars and Relativity. Mineola, NY: Dover
- Publications, 1996. ISBN 0-486-69424-0
- Krasovitskiy V.B. Published by Nova Science Publishers, Inc., NY: 1. Self focusing of relativistic electron bunches in plasma, Vol. 259, 200 p., 2008. ISBN 978-1-60021-529-2 ; ISBN 978-1-60021-529-7; 2. Instabilities of relativistic electron beam in plasma, Vol. 260, 219 p., 2008 . ISBN 1-60021-515-7.

### Учебники и научно-популярные книги
- Белецкий В. В. Очерки о движении космических тел. — 2 издание. — М.: Наука, 1977. — 430 с.
- Будак Б. М., Самарский А. А., Тихонов А. Н. Сборник задач по математической физике. — М., 1965. — 683 с.
- Гельфанд И. М., Фомин С. В. Вариационное исчисление. — М.: Физматгиз, 1961. — 228 с.
- Годунов С. К. Уравнения математической физики. — M.: Наука, 1979. — 352 с.
- Зельдович Я. Б., Яглом И. М. Высшая математика для начинающих физиков и техников. — М.: Наука, 1982. — 512 с.
- Зельдович Я. Б., Мышкис А. Д. Элементы математической физики. — М.: Наука, 1973. — 352 с.
- Бронштейн И. Н., Семендяев К. А. Справочник по математике. — М.: Наука, 1967. — 84 с.
- Охоцимский Д. Е., Сихарулидзе Ю. Г. Основы механики космического полёта. — М.: Наука, 1990. — 445 с.
- Тихонов А. Н., Самарский А. А. Уравнения математической физики. — M.: Наука, 1966. — 724 с.